# Sonnenfinsternis vom 21. September 2025
Bei der Sonnenfinsternis vom 21. September 2025 handelt es sich um eine partielle Finsternis, die Erde wird also nur vom Halbschatten des Mondes getroffen. Die Finsternis beginnt in der Inselwelt nördlich Neuseelands, dort werden Bedeckungsgrade von ungefähr 30 % erreicht, auf Neuseeland liegen die Bedeckungsgrade um 75 %. Der Halbschatten wandert anschließend ostwärts durch den südlichen Pazifik, berührt einen Großteil der Westantarktis, die Finsternis endet kurz hinter der antarktischen Halbinsel.
Die maximale Bedeckung wird im Seegebiet südlich Neuseelands erreicht, dort werden 85 % der Sonne vom Mond bedeckt sein.